# Jason Priestley
Jason Bradford Priestley (Victoria, 28 agosto 1969) è un attore, regista e produttore televisivo canadese naturalizzato statunitense.
È conosciuto principalmente per il ruolo di Brandon Walsh in Beverly Hills 90210, teen drama degli anni novanta.

## Biografia
Debutta nel 1986 nel film Il ragazzo che sapeva volare, in seguito colleziona piccole apparizioni in serie televisive come 21 Jump Street, MacGyver e In viaggio nel tempo. Nel 1990 viene scelto per il ruolo di Brandon Walsh nella serie TV Beverly Hills 90210, diventando assieme al collega Luke Perry idolo di milioni di adolescenti. Interpreta il ruolo di Brandon per ben dieci anni, alternandolo con interpretazioni in Tombstone, Amore e morte a Long Island, The Eye - Lo sguardo. Dopo la fine di Beverly Hills 90210, Priestley ha partecipato a svariati film per la televisione e a serie tv come Tru Calling dove interpreta Jack Harper, Le cose che amo di te, Medium e Side Order of Life.
Appassionato di automobilismo, nel 1999 ha partecipato al primo Gumball 3000 guidando una Lotus Esprit e nel 2002 è stato vittima di uno spaventoso incidente durante le Indy Pro Series, riportando gravi ferite facciali e rischiando di perdere l'uso delle gambe. Dopo molti mesi di fisioterapia e una ricostruzione facciale è tornato in salute. È un grande fan della band Barenaked Ladies, tanto da riuscire a collaborare con loro dirigendo alcuni videoclip e un documentario intitolato Barenaked in America.
Il 6 luglio del 2007 ha avuto una bambina, Ava Veronica, dalla moglie Naomi; nello stesso anno ha ottenuto la cittadinanza statunitense. Il 9 giugno 2010 è diventato nuovamente papà di un bimbo di nome Dashiell Orson. Nei primi anni dopo il 2010 è nel cast di due serie televisive, protagonista di Call Me Fitz, serie canadese in cui interpreta Richard "Fitz" Fitzpatrick, un donnaiolo che conduce una vita al limite, e personaggio ricorrente in Haven, serie di genere soprannaturale co-prodotta da Stati Uniti e Canada, in cui presta il volto a Chris Brody. Successivamente, dal 2016 al 2021, e stato protagonista con Cindy Sampson di Private Eyes.

## Filmografia

### Attore

#### Cinema

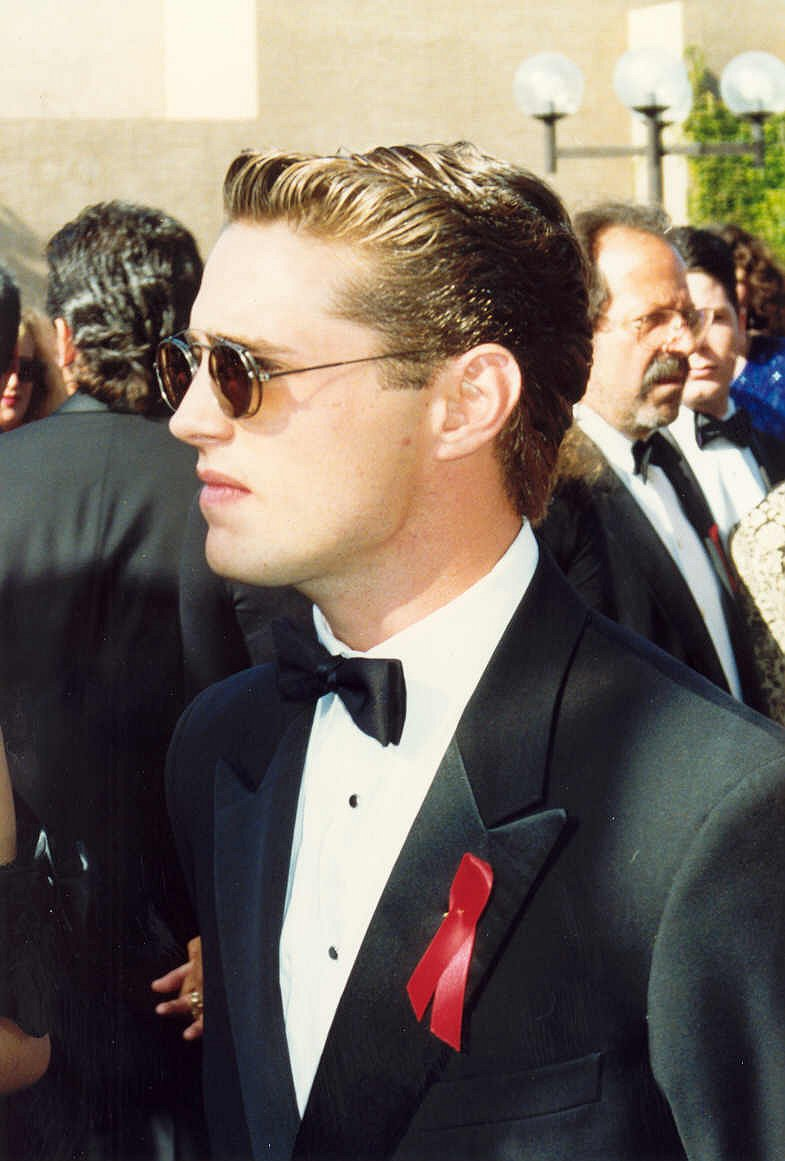
Priestley ai Premi Emmy 1992

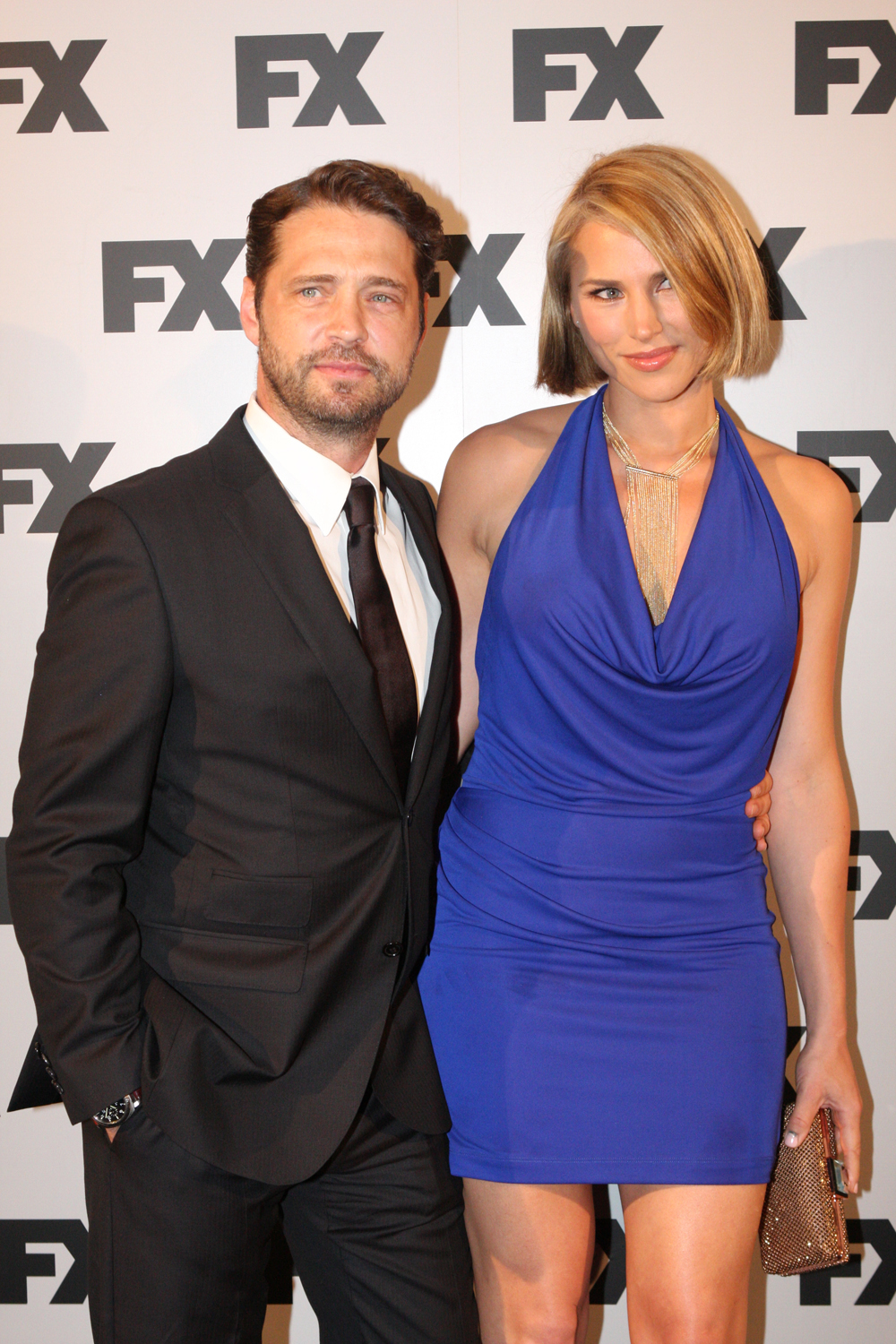
Priestley assieme alla moglie Naomi Lowde

- Il ragazzo che sapeva volare, regia di Nick Castle (1986)
- Alterazione genetica, regia di Jon Hess (1988)
- Nowhere to Run, regia di Carl Franklin (1989)
- La troviamo a Beverly Hills, regia di John Whitesell (1993)
- Tombstone, regia di George Pan Cosmatos (1993)
- Coldblooded, regia di Wallace Wolodarsky (1995)
- Amore e morte a Long Island, regia di Richard Kwietniowski (1997)
- Hacks, regia di Gary Rosen (1997)
- The Thin Pink Line, regia di Joe Dietl, Michael Irpino (1998)
- Dill Scallion, regia di Jordan Brady (1999)
- Standing on Fishes, regia di Meredith Scott Lynn, Bradford Tatum (1999)
- The Eye - Lo sguardo, regia di Stephan Elliott (1999)
- Vite a mano armata, regia di Keoni Waxman (2000)
- Zigs, regia di Mars Callahan (2001)
- Il quarto angelo, regia di John Irvin (2001)
- Cherish, regia di Finn Taylor (2002)
- Cover Story, regia di Eric Weston (2002)
- Cuore di lupo, regia di Rod Pridy (2002)
- Fancy Dancing, regia di Brock Simpson (2002)
- Piccole bugie travestite (Die, Mommie, Die!), regia di Mark Rucker (2003)
- Darkness Falling, regia di Dominic Shiach (2003)
- Vado, vedo, vengo - Un viaggio tutte curve, regia di Mark Griffiths (2004)
- Chicks with Sticks, regia di Kari Skogland (2004)
- Domino, regia di Tony Scott (2005)
- Hot Diamonds, regia di Michael Damian (2006)
- Made in Brooklyn, regia di Gregory Alosio, Sharon Angela, Jeff Mazzola, Luca Palanca, Joe Tabb (2007)
- L'isola della paura (Courage), regia di George Erschbamer (2009)
- The Last Rites of Ransom Pride, regia di Tiller Russell (2010)
- Enter the Dangerous Mind, regia di Youssef Delara, Victor Teran (2013)

#### Cortometraggi
- Conversations in Limbo, regia di Paul Johansson (1998)
- Choose Life, regia di Gregory Alosio (1999)
- Herschel Hopper: New York Rabbit (2000)

#### Televisione
- Stacey, regia di Ronald Weyman – film TV (1978)
- Nobody's Child, regia di Lee Grant – film TV (1986) - non accreditato
- Airwolf – serie TV, episodio 1x06 (1987)
- The New Adventures of Beans Baxter – serie TV, episodio 1x05 (1987)
- 21 Jump Street – serie TV, episodi 1x12-2x04 (1987)
- Danger Bay – serie TV, episodio 4x11 (1987)
- MacGyver – serie TV, episodio 4x02 (1988)
- In viaggio nel tempo – serie TV, episodio 1x08 (1989)
- Un angelo poco... custode (Teen Angel) – serie TV, 12 episodi (1989)
- Sister Kate – serie TV, 19 episodi (1989-1990)
- Teen Angel Returns – serie TV, 13 episodi (1990)
- Beverly Hills 90210 – serie TV, 245 episodi (1990-2000)
- Un professore alle elementari – serie TV, episodio 1x17 (1992)
- Parker Lewis – serie TV, episodio 2x22 (1992)
- Scelte del cuore, regia di Paul Shapiro – film TV (1995)
- Vanishing Point, regia di Charles Robert Carner – film TV (1997)
- Oltre i limiti – serie TV, episodio 3x11 (1997)
- Common Ground, regia di Donna Deitch – film TV (2000)
- Homicide: The Movie, regia di Jean de Segonzac – film TV (2000)
- Kiss Tomorrow Goodbye, regia di Jason Priestley – film TV (2000)
- Spin City – serie TV, episodio 5x14 (2001)
- Grosse Pointe – serie TV, episodio 1x15 (2001)
- Jeremiah – serie TV, episodio 1x04 (2002)
- Tom Stone – serie TV, episodio 1x07 (2002)
- Warning: Parental Advisory, regia di Mark Waters – film TV (2002)
- The True Meaning of Christmas Special, regia di Dave Foley – film TV (2002)
- 8 semplici regole – serie TV, episodio 1x20 (2003)
- La chiave del cuore (I Want to Marry Ryan Banks), regia di Sheldon Larry – film TV (2004)
- Sleep Murder, regia di Andrew Currie – film TV (2004)
- Quintuplets – serie TV, episodio 1x16 (2004)
- Tru Calling – serie TV, 13 episodi (2004-2005)
- Colditz, regia di Stuart Orme – film TV (2005)
- Assassinio al presidio, regia di John Fasano – film TV (2005)
- Le cose che amo di te – serie TV, episodi 4x05-4x06 (2005)
- Un bianco Natale a Beverly Hills, regia di Peter Werner – film TV (2005)
- Love Monkey – serie TV, 8 episodi (2006)
- Hockeyville – serie TV, episodio 1x05 (2006)
- Senza traccia – serie TV, episodio 4x24 (2006) Allen Davis
- Above and Beyond – miniserie TV (2006)
- Shades of Black: The Conrad Black Story, regia di Alex Chapple – film TV (2006)
- Masters of Horror – serie TV, episodio 2x07 (2006)
- Subs, regia di Jason Priestley (2007) - episodio pilota scartato
- Everest – serie TV, 4 episodi (2007)
- Termination Point, regia di Jason Bourque – film TV (2007)
- Luna: Il grande spirito, regia di Don McBrearty – film TV (2007)
- Medium – serie TV, episodi 3x20-3x21-3x22 (2007)
- Don't Cry Now, regia di Jason Priestley – film TV (2007)
- Side Order of Life – serie TV, 13 episodi (2007)
- Head Case – serie TV, episodio 1x01 (2007)
- The Other Woman, regia di Jason Priestley – film TV (2008)
- My Name Is Earl – serie TV, episodio 4x10 (2008)
- La figlia della sposa (A Very Merry Daughter of the Bride), regia di Leslie Hope – film TV (2008)
- Una vacanza d'amore (Expecting a Miracle), regia di Steve Gomer – film TV (2009)
- The Day of the Triffids, regia di Nick Copus – miniserie TV (2009)
- Scoundrels - Criminali in famiglia – serie TV, episodi 1x07-1x08 (2010)
- Making a Scene, regia di Chris Jaymes – film TV (2010)
- Call Me Fitz – serie TV, 48 episodi (2010-2013)
- Prayer Hour, regia di Chuck Kaiton – film TV (2011)
- Haven – serie TV, 4 episodi (2011)
- Mucchio d'ossa, regia di Mick Garris – miniserie TV (2011)
- Psych – serie TV, episodio 6x09 (2011)
- How I Met Your Mother – serie TV, episodio 8x15 (2013)
- CSI - Scena del crimine – serie TV, episodio 14x05 (2013)
- Hot in Cleveland – serie TV, episodio 5x06 (2014)
- Package Deal – serie TV, episodio 2x06 (2014)
- Private Eyes – serie TV, 60 episodi (2016-2021)
- BH90210 – serie TV, 6 episodi (2019)
- The Order – serie TV, episodio 2x08 (2020)
- Wild Cards – serie TV (2024-in corso)

#### Videoclip
- I Drove All Night - Roy Orbison (1992)
- Boys - Britney Spears (2002)

### Doppiatore
- Eek! the Cat – serie TV, 7 episodi (1993-1997)
- Biker Mice da Marte – serie TV, episodi 3x03-3x08 (1995)
- Le avventure di Superman – serie TV, episodio 3x03 (1998)
- Lion of Oz, regia di Tim Deacon (2000)
- La storia segreta di Stewie Griffin, regia di Pete Michels e Peter Shin – film TV (2005)
- Creative Galaxy – serie TV, episodi 1x06-1x08-1x12 (2014)

### Regista
- Beverly Hills 90210 – serie TV, 15 episodi (1993-1997)
- Oltre i limiti – serie TV, episodio 3x11 (1997)
- Barenaked in America – documentario (1999)
- Kiss Tomorrow Goodbye – film TV (2000)
- Grosse Pointe – serie TV, episodio 1x15 (2001)
- Settimo cielo – serie TV, episodio 11x19 (2007)
- Don't Cry Now – film TV (2007)
- The Other Woman – film TV (2008)
- La vita segreta di una teenager americana – serie TV, 5 episodi (2008-2009)
- 90210 – serie TV, episodio 1x18 (2009)
- The Lake – serie TV, 12 episodi (2009)
- Athletes in Motion – film TV (2010)
- Call Me Fitz – serie TV, 8 episodi (2010-2013)
- Goodnight for Justice – film TV (2011)
- Caro Babbo Natale... – film TV (2011)
- Haven – serie TV, episodi 2x09-3x06 (2011-2012)
- Satisfaction – serie TV, 1x09-1x13 (2013)
- Cas & Dylan – film TV (2013)
- Saving Hope – serie TV, episodi 2x08-3x12 (2013-2014)
- Working the Engels – serie TV, 4 episodi (2014)
- Van Helsing – serie TV, 2 episodi (2016)

## Doppiatori italiani
Nelle versioni in italiano dei suoi film, Jason Priestley è stato doppiato da:
- Marco Guadagno in Beverly Hills 90210, Gli anni delle tentazioni, La troviamo a Beverly Hills, Le cose che amo di te, Tombstone, Amore & morte a Long Island, Cuore di lupo, Medium, Mucchio d'ossa, Private Eyes
- Francesco Bulckaen ne Le chiavi del cuore, Tru Calling, Side Order of Life, Masters of Horror, Haven, Call Me Fitz, Psych
- Francesco Prando in Un bianco Natale a Beverly Hills, CSI - Scena del crimine
- Alessandro Quarta in Una vacanza d'amore
- Stefano Onofri in Alterazione genetica
- Alessio Cigliano in Sister Kate
- Giorgio Borghetti in In viaggio nel tempo
- Mauro Gravina in Darkness Falling
- Gianluca Tusco in The Eye - Lo sguardo
- Fabio Boccanera in Vite a mano armata
- Lorenzo Scattorin in Vado, vedo... vengo! Un viaggio tutte curve
- Francesco Caruso Cardelli in Jeremiah
- Massimiliano Manfredi ne Il quarto angelo
- Massimo De Ambrosis in Oltre i limiti
- Antonello Noschese in Homicide: The Movie
- Andrea Lavagnino in Luna: Il grande spirito
- Luca Sandri in How I Met Your Mother
- Teo Bellia in Detective McLean